# Ахмедова, Гюляр Микаил кызы
Гюляр Микаил кызы Ахмедова (азерб. Gülər Mikayıl qızı Əhmədova; род. 20 августа 1965 года, город Баку, Азербайджанская ССР) — государственный и политический деятель. Депутат Милли Меджлиса Азербайджанской Республики II, III, IV созывов. Кандидат психологических наук. 

## Биография
Родилась Гюляр Ахмедова 20 августа 1965 году в городе Баку, ныне столица республики Азербайджан. Окончила с отличием математический факультет Азербайджанского государственного педагогического института. Кандидат психологических наук. Свободно владеет русским и английским языками.
С 1986 года работала учителем в Бакинской технической школе, затем учителем в средней школе, заместителем директора школы. С 1994 года - главный инструктор, заведующий отделом, начальник управления Министерства молодежи и спорта Азербайджанской Республики, с 1996 года - председатель детской организации Азербайджанской Республики. Преподаёт в Бакинском государственном университете.
На выборах в Милли Меджлис Азербайджанской Республики четвертого созыва выдвинула свою кандидатуру в депутаты от Хатаинского района города Баку и в третий раз была избрана депутатом от Партии "Новый Азербайджан". Являлась членом комитета Милли Меджлиса по международным отношениям и межпарламентским связям. Также работала в комитете по парламентскому сотрудничеству Европейский Союз-Азербайджан.
Основатель и главный редактор газеты "Центр".
14 декабря 2012 года исключена из рядов партии "Новый Азербайджан". Гюляр Ахмедова отказалась от депутатского мандата после опубликованного в сентябре 2012 года видео о махинациях бывшего ректора Азербайджанского Международного университета (Абу) Эльшада Абдуллаева. Позже и ей, как проректору Азербайджанского Международного университета, были предъявлены обвинения по статьям Уголовного кодекса 178.3.2 (присвоение чужого имущества в крупном размере со злоупотреблением доверием) и 307.2 (сокрытие тяжкого преступления без предварительного сговора). В феврале 2013 года в отношении Гюляр Ахмедовой была избрана мера пресечения в виде заключения под стражу. Приговором Бакинского суда Гюляр Ахмедова была приговорена к 3 годам лишения свободы. В 2014 году решением Бакинского апелляционного суда ей было изменено наказание на условное с испытательным сроком 3 года.
В декабре 2020 года вступила в ряды современной партии "Мусават". Затем была принята в политический совет партии. 11 марта 2020 года назначена заместителем председателя партии по внешним связям.
Замужем, имеет троих детей. 
В феврале 2020 года Тогрул Ахмедов, сын Гюляр Ахмедовой, 1987 года рождения, был обвинён в незаконном хранении оружия, приговорён к 2 годам лишения свободы.